# Cîntătoarele din mărăcini
Cîntătoarele din mărăcini (titlu original: The Thorn Birds) este un roman al scriitoarei australiene Colleen McCullough, care povestește istoria familiei Cleary, în special a fiicei Maggie și a poveștii de dragoste interzisă între ea și părintele catolic Ralph de Briccassart.